# Liste der Monuments historiques in Saint-Martin-aux-Bois
Die Liste der Monuments historiques in Saint-Martin-aux-Bois führt die Monuments historiques in der französischen Gemeinde Saint-Martin-aux-Bois auf.

## Liste der Bauwerke
| Bezeichnung                | Beschreibung | Standort | Kennzeichnung | Schutzstatus | Datum | Bild           |
| -------------------------- | ------------ | -------- | ------------- | ------------ | ----- | -------------- |
| Reste der ehemaligen Abtei |              | (Lage)   | PA00114868    | Classé       | 1840  | weitere Bilder |

## Liste der Objekte
- Monuments historiques (Objekte) in Saint-Martin-aux-Bois in der Base Palissy des französischen Kultusministeriums